# Joaquín (calciatore 1956)
Joaquín Alonso González, noto anche solo come Joaquín (Oviedo, 9 giugno 1956), è un ex calciatore spagnolo, di ruolo centrocampista.

## Carriera

### Club
Cresciuto nello Sporting Gijon, esordisce con la squadra asturiana nella Primera División spagnola nella stagione 1977-1992. Diventa ben presto perno irremovibile del centrocampo, nonché una bandiera della società, come testimoniano le 479 presenze nel massimo campionato, che lo rendono ancora oggi il giocatore più presente nella storia societaria. Inoltre, con 65 reti, si colloca al secondo posto nella classifica dei marcatori dello Sporting Gijon, alle spalle di Quini.
Termina la carriera nel 1992.

### Nazionale
Ha totalizzato 18 presenze con la nazionale spagnola, esordendo nella partita Spagna-Danimarca (1-3) del 14 novembre 1979. È stato anche convocato per il Campionato mondiale di calcio 1982.